# 불가리아의 재외공관 목록

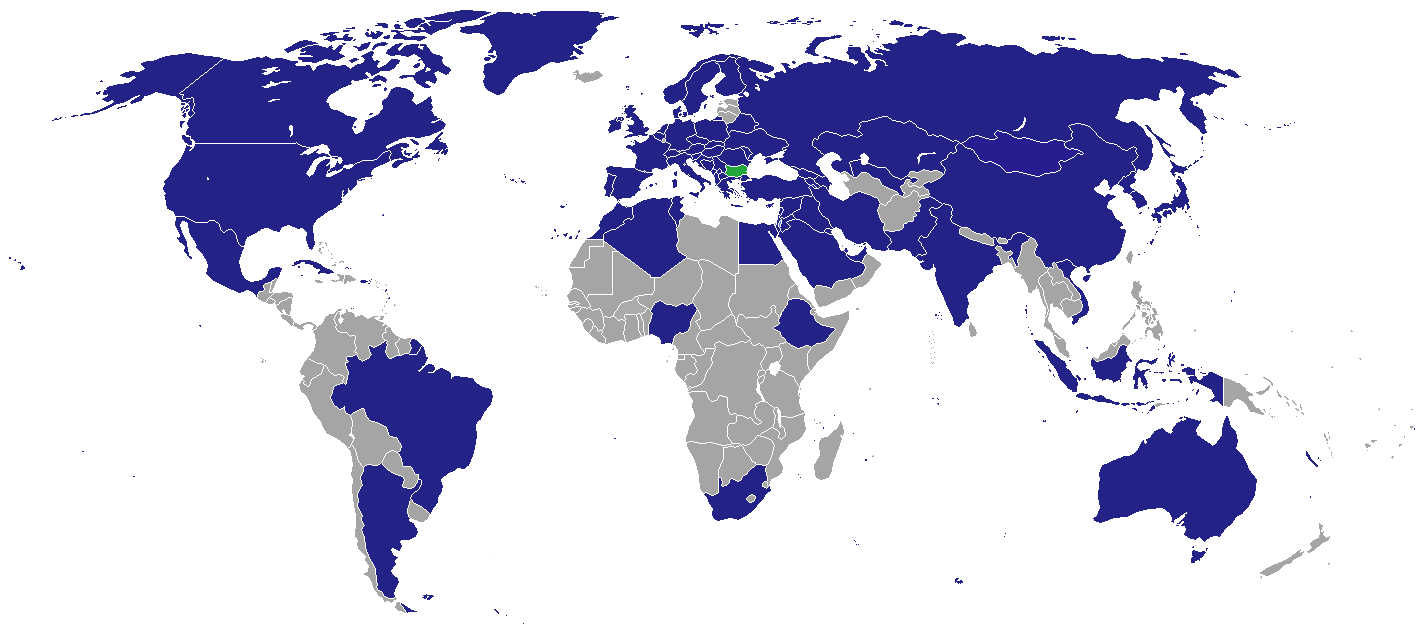
불가리아의 재외공관

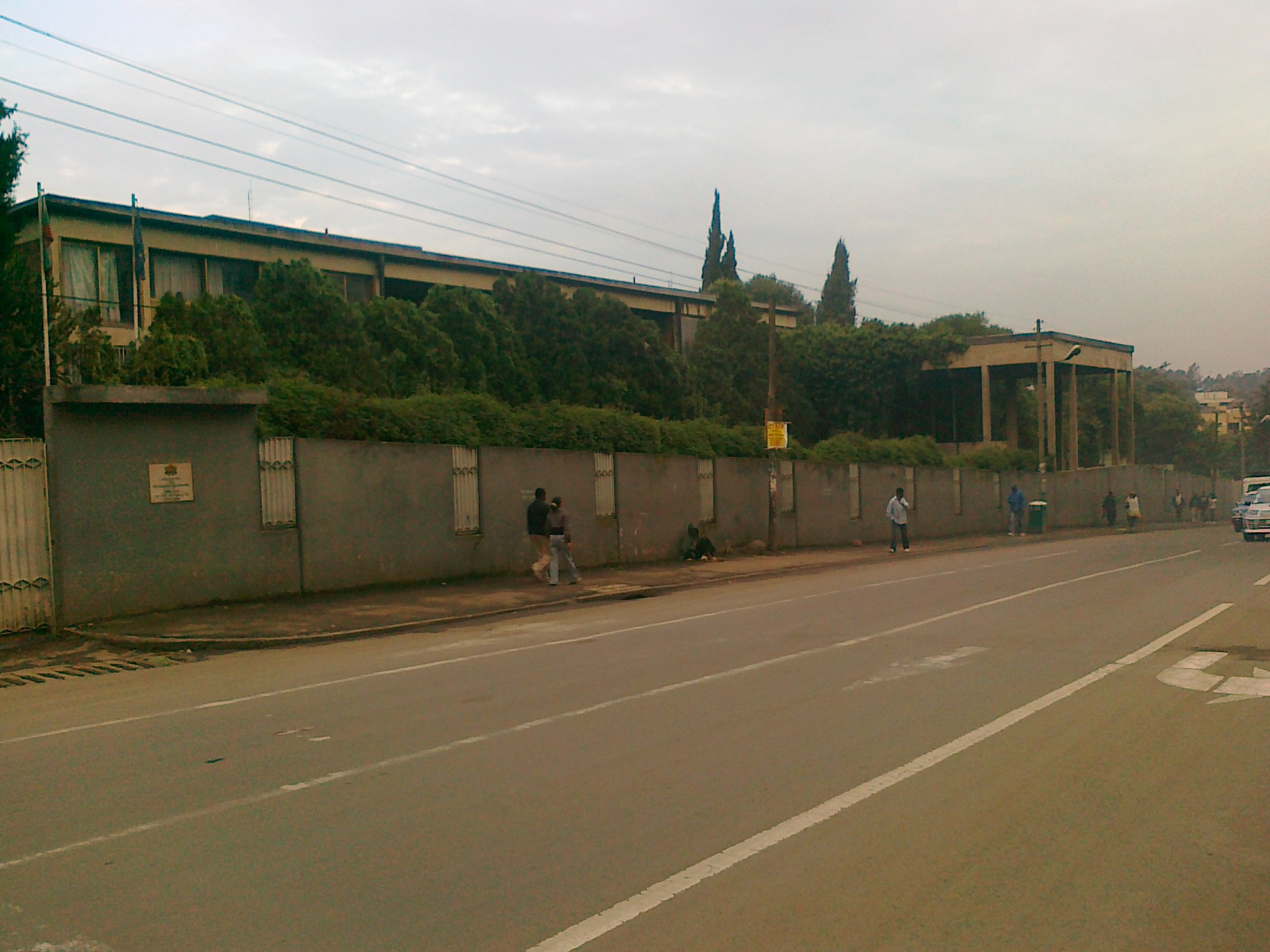
아디스아바바 주재 불가리아 대사관

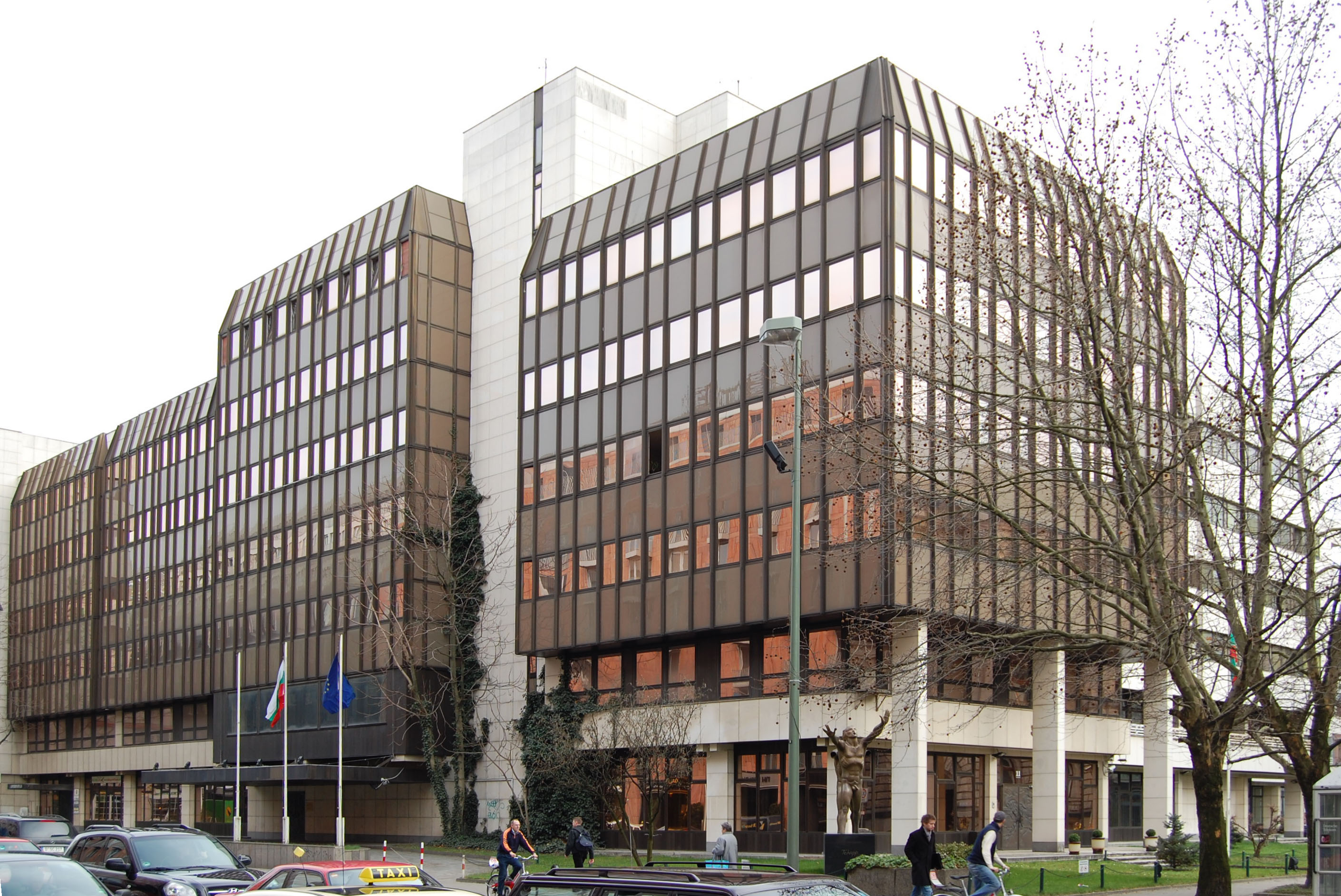
베를린 주재 불가리아 대사관

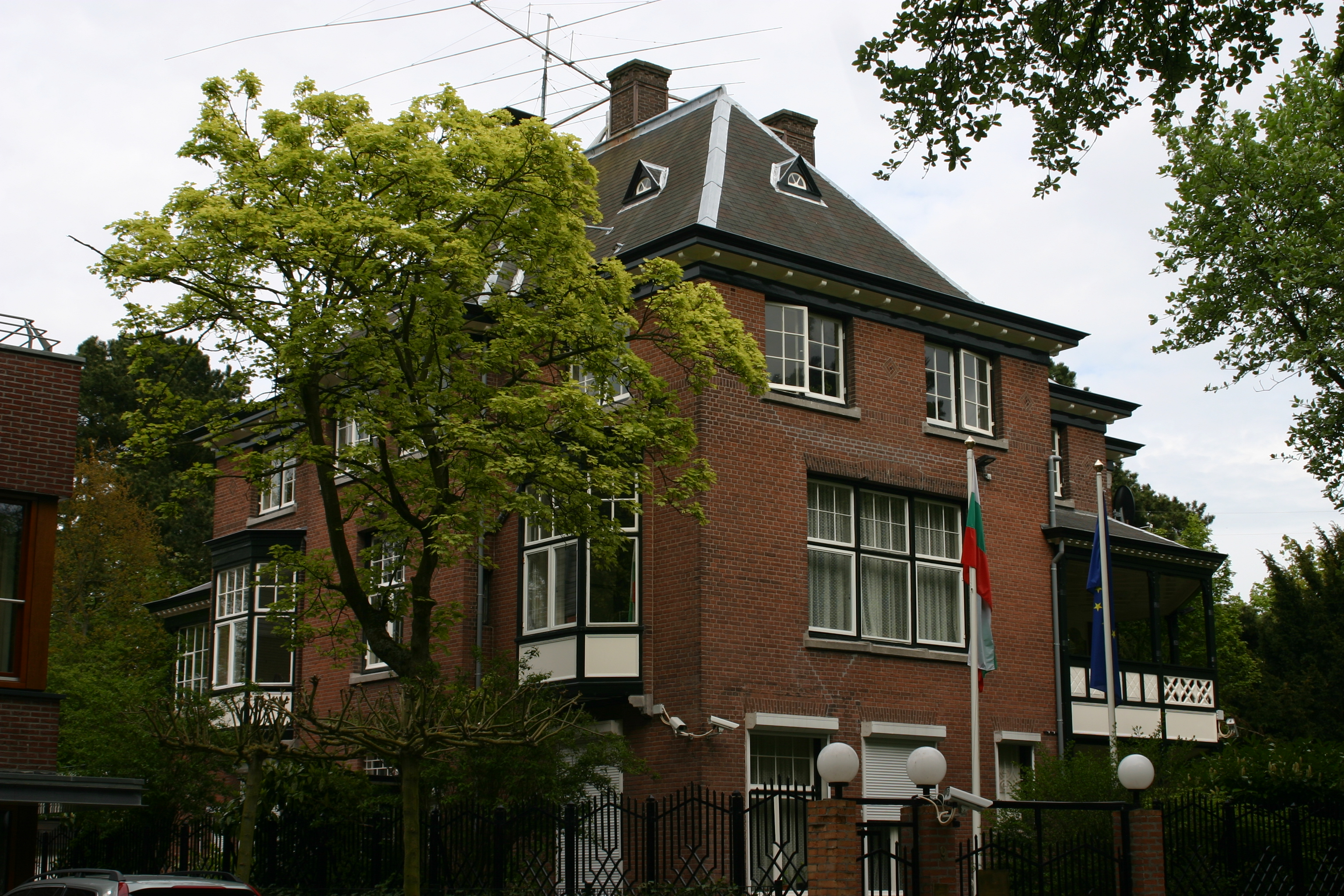
헤이그 주재 불가리아 대사관

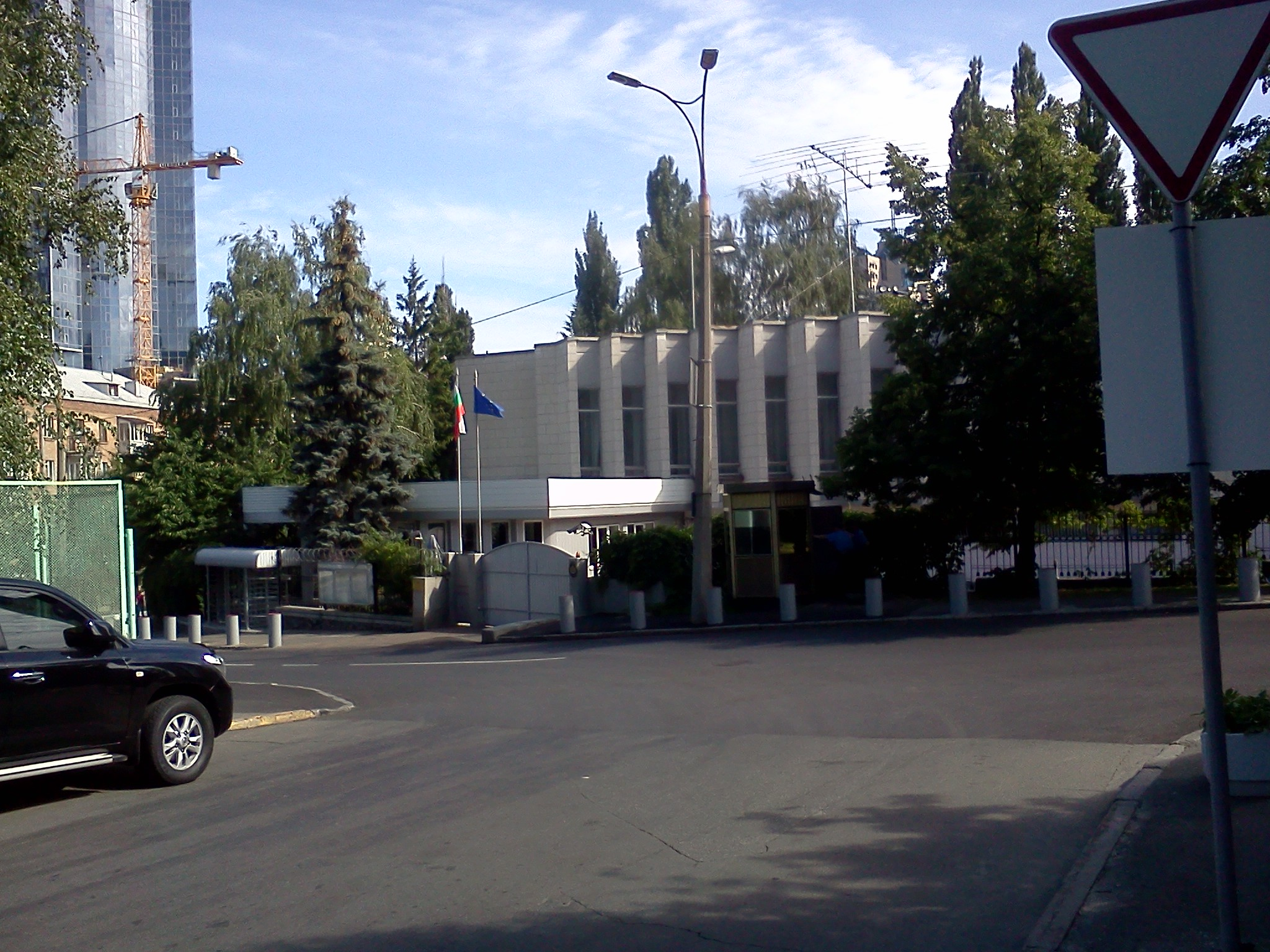
키예프 주재 불가리아 대사관

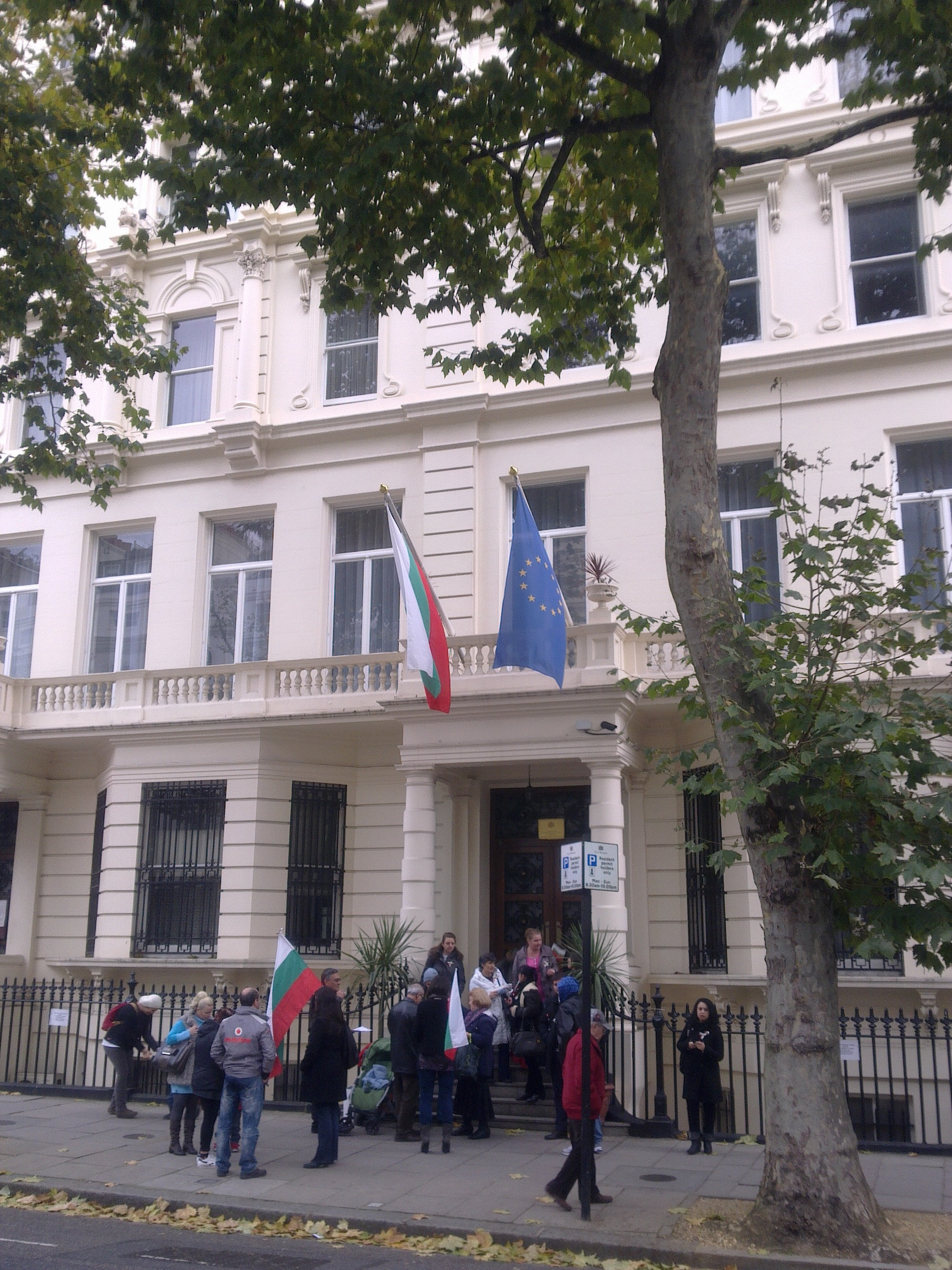
런던 주재 불가리아 대사관

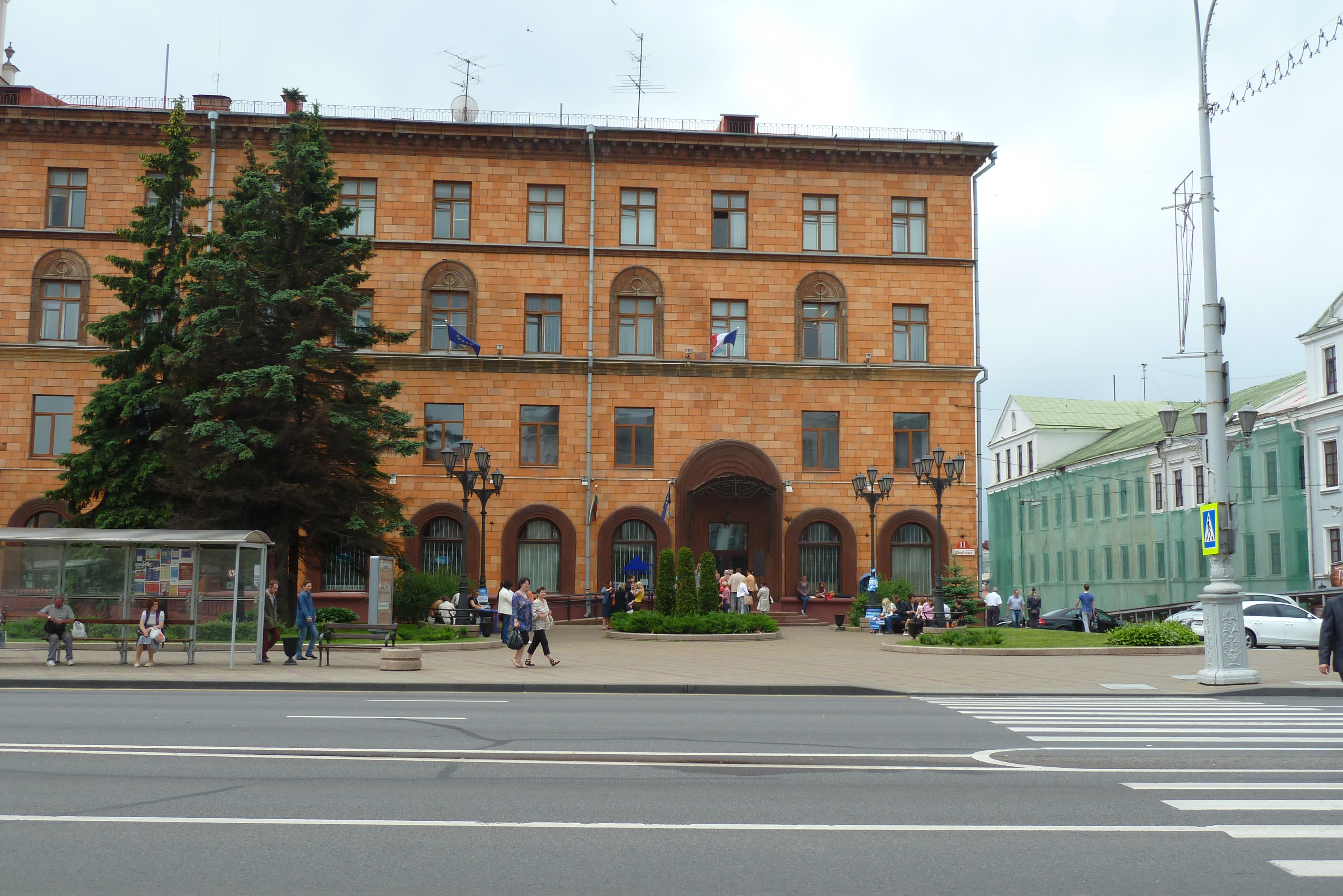
민스크 주재 불가리아 대사관

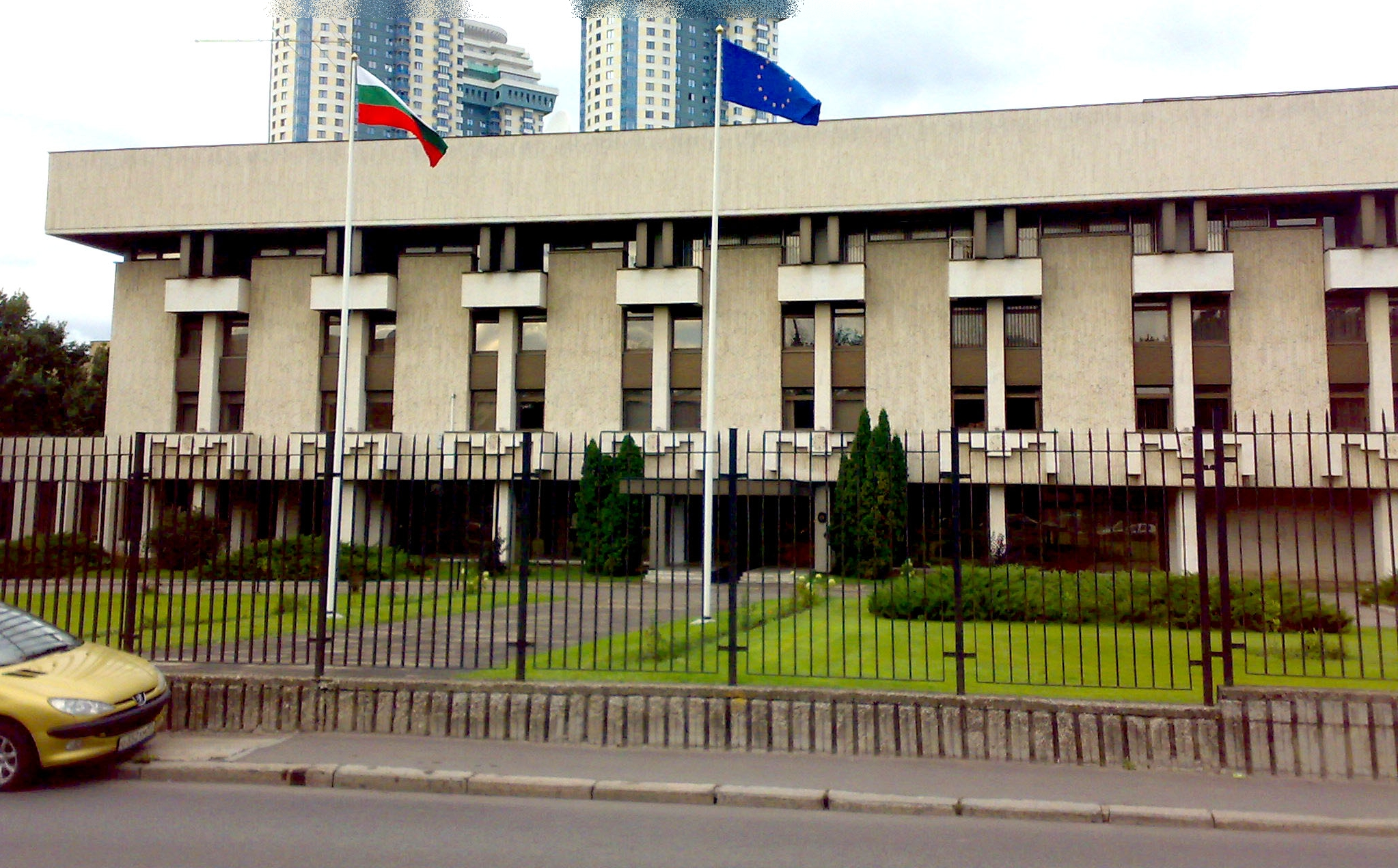
모스크바 주재 불가리아 대사관

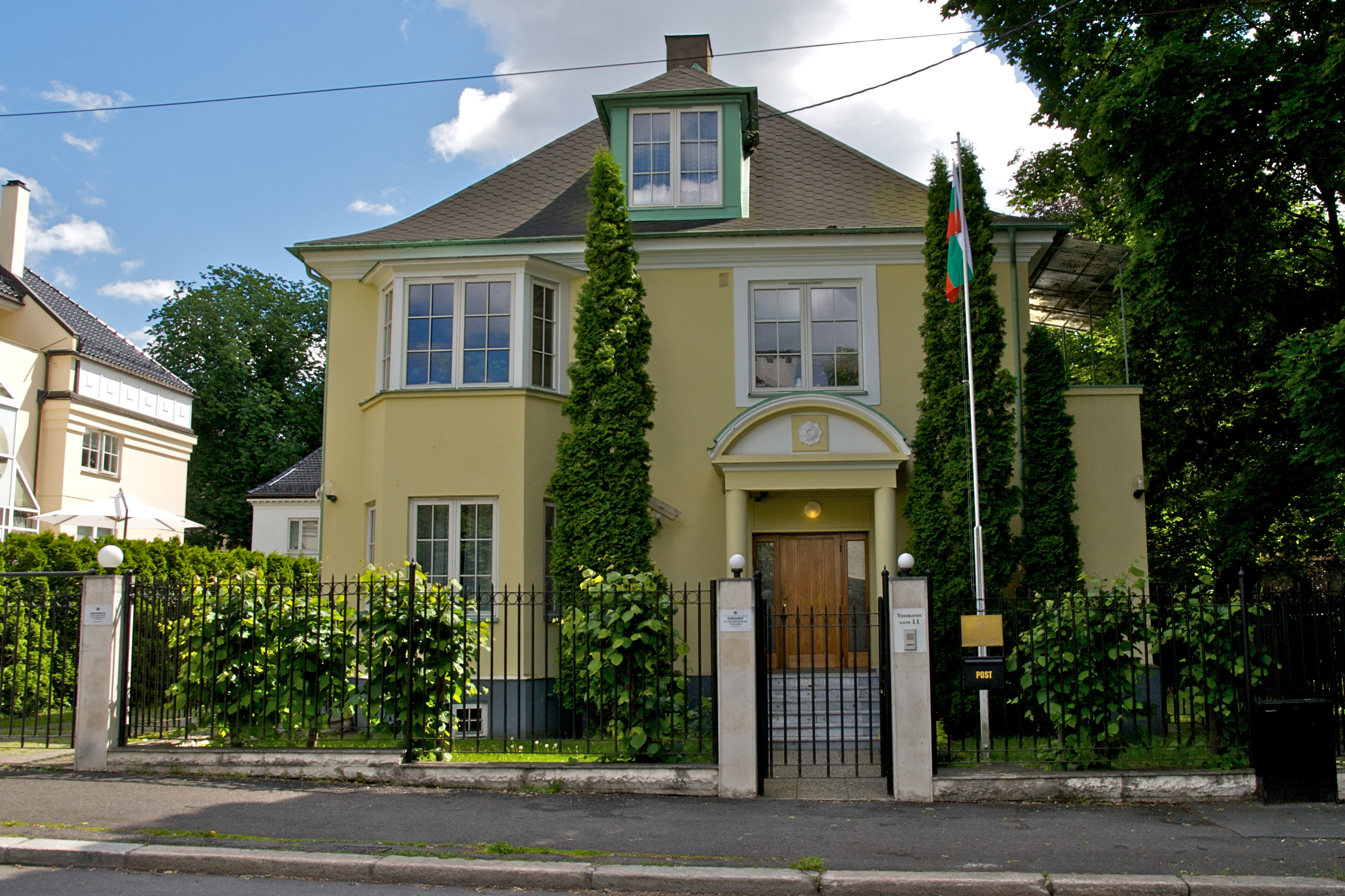
오슬로 주재 불가리아 대사관

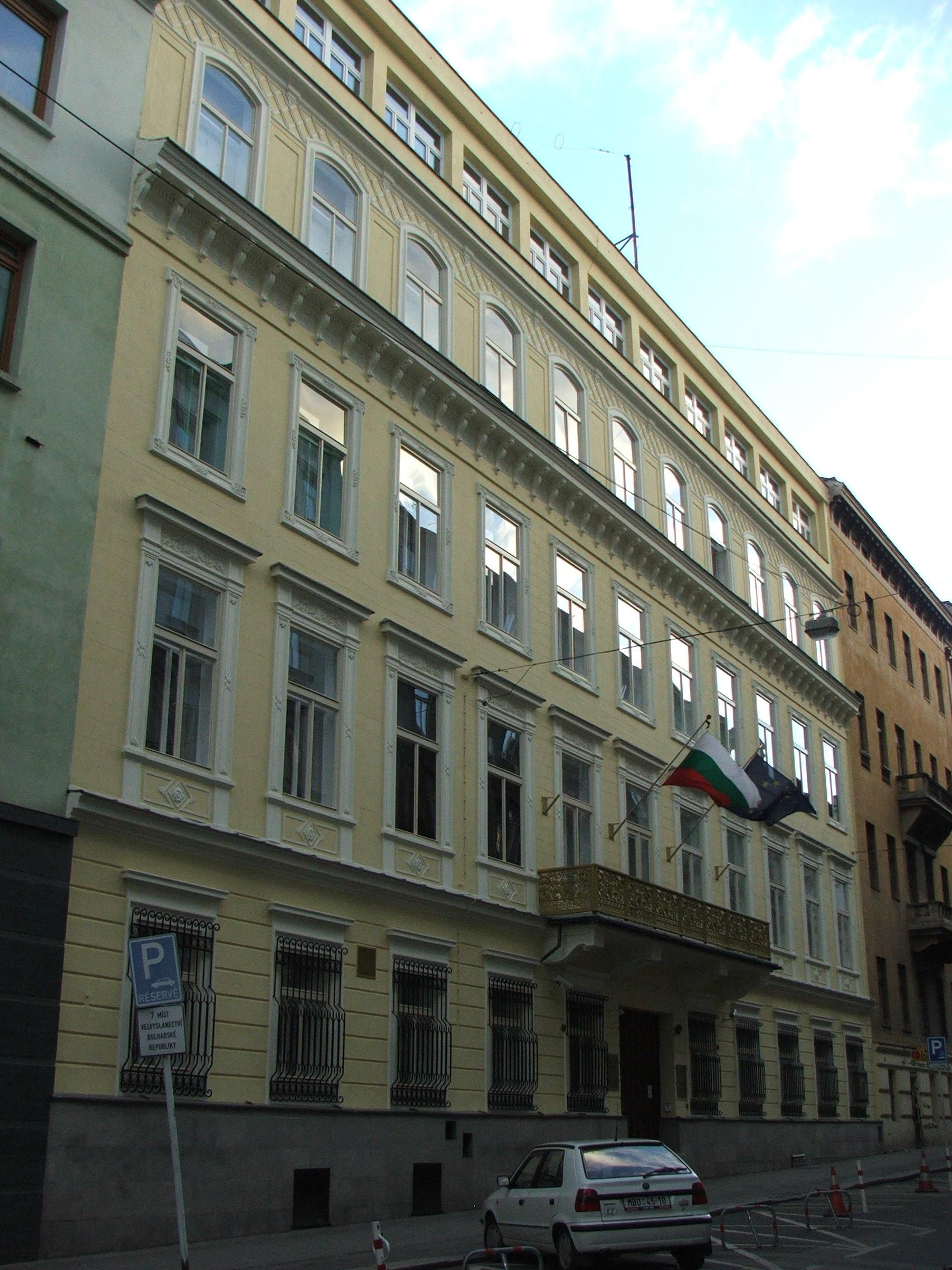
프라하 주재 불가리아 대사관

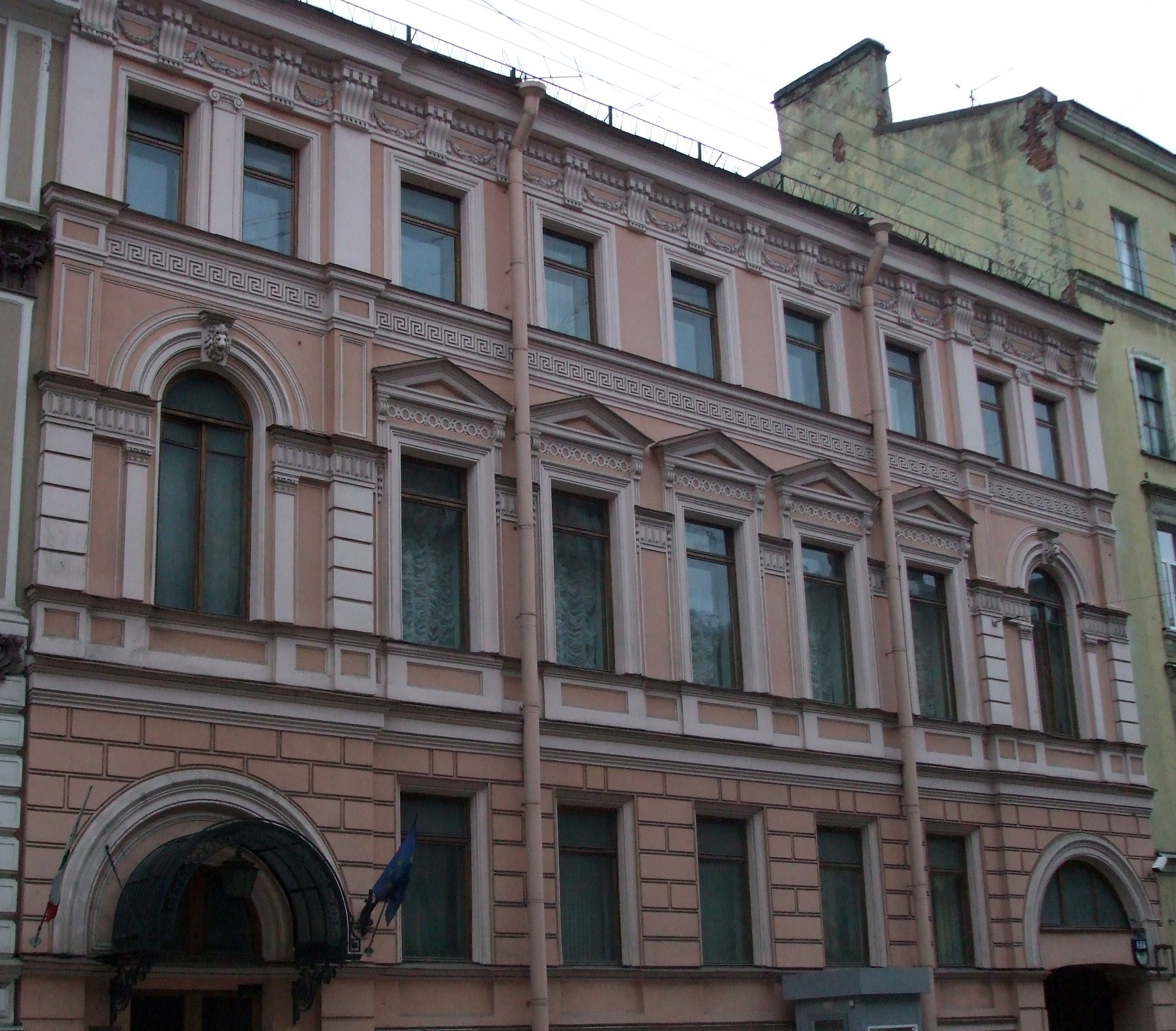
상트페테르부르크 주재 불가리아 총영사관

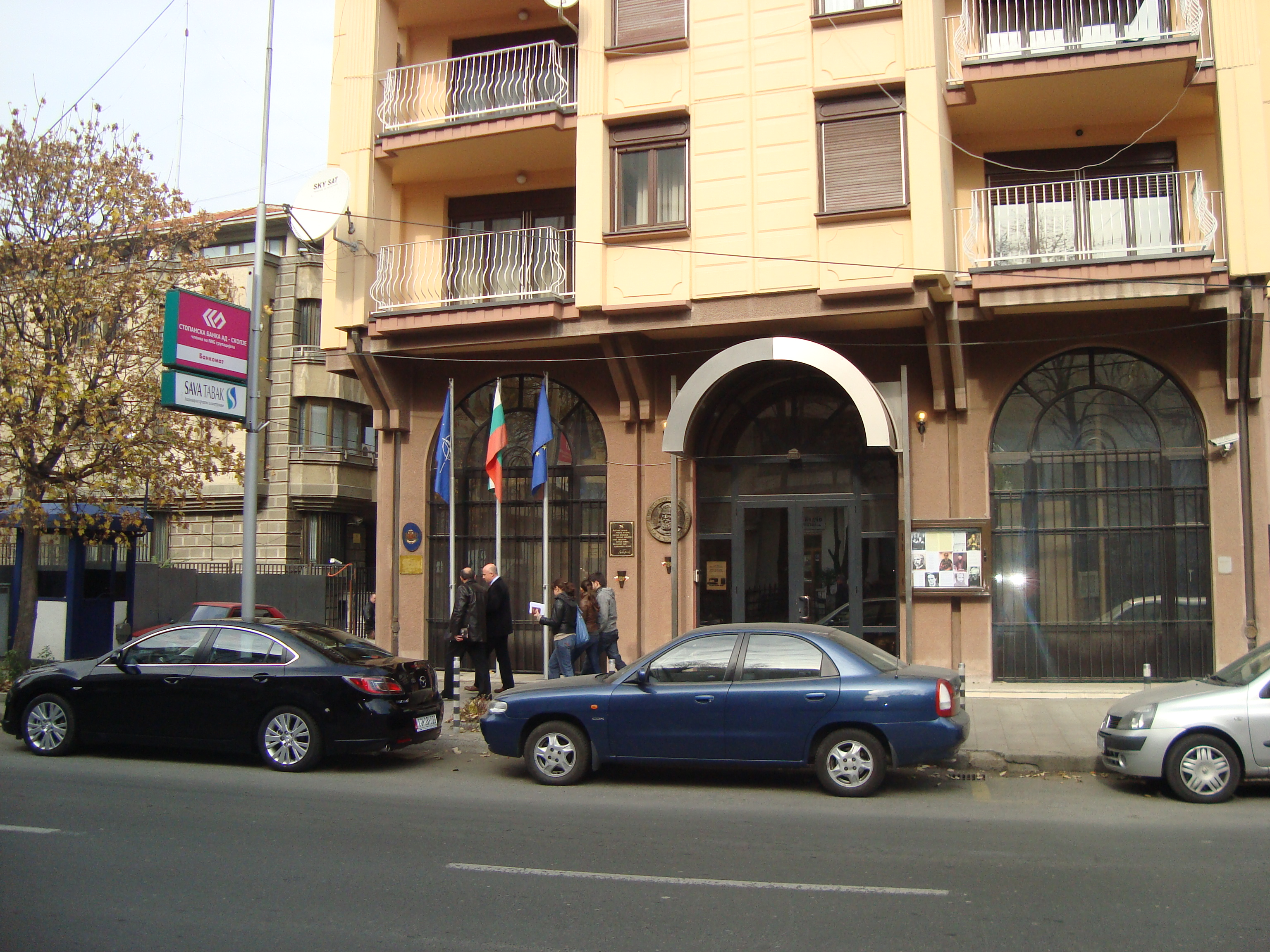
스코페 주재 불가리아 대사관

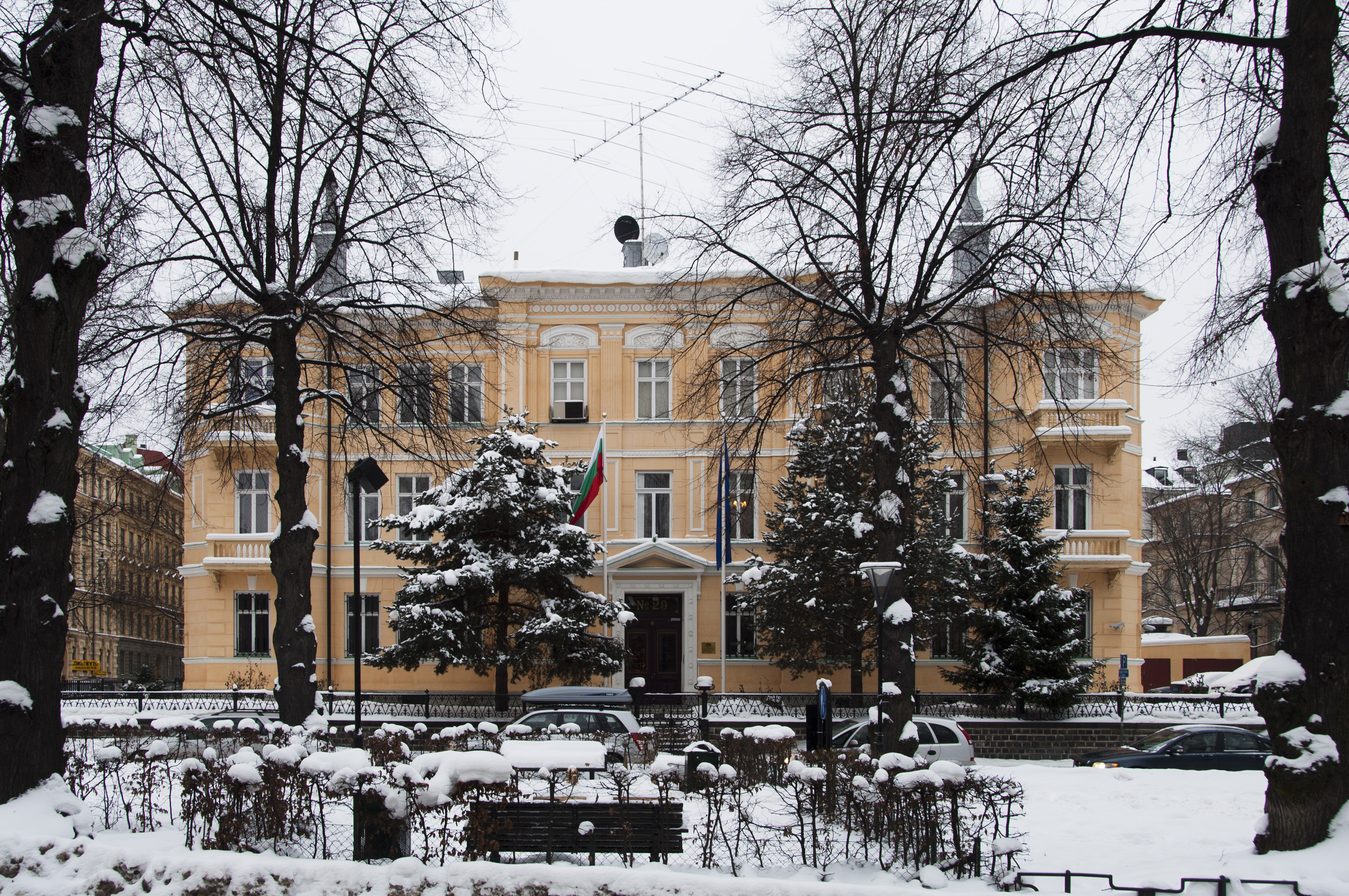
스톡홀름 주재 불가리아 대사관

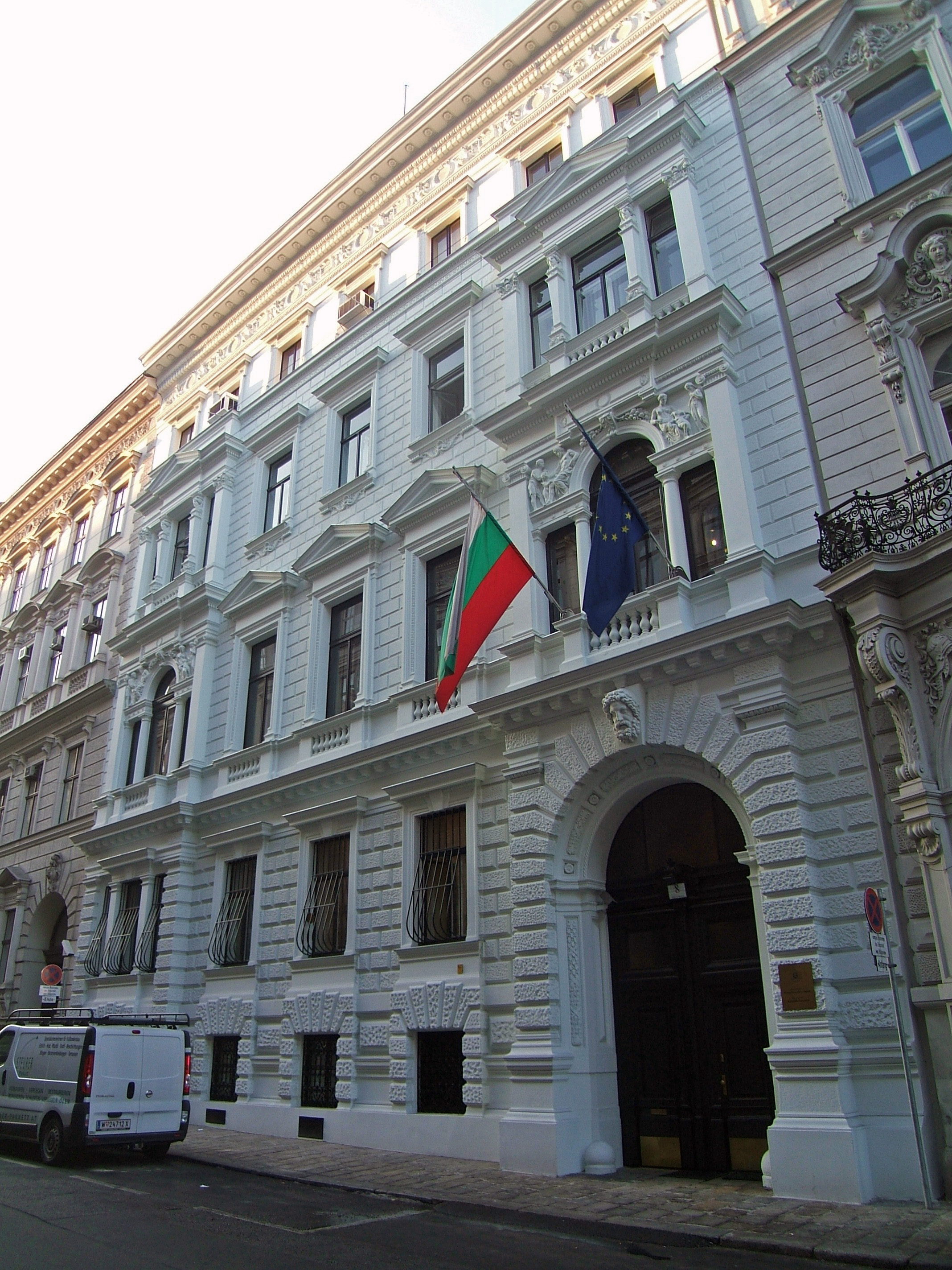
빈 주재 불가리아 대사관

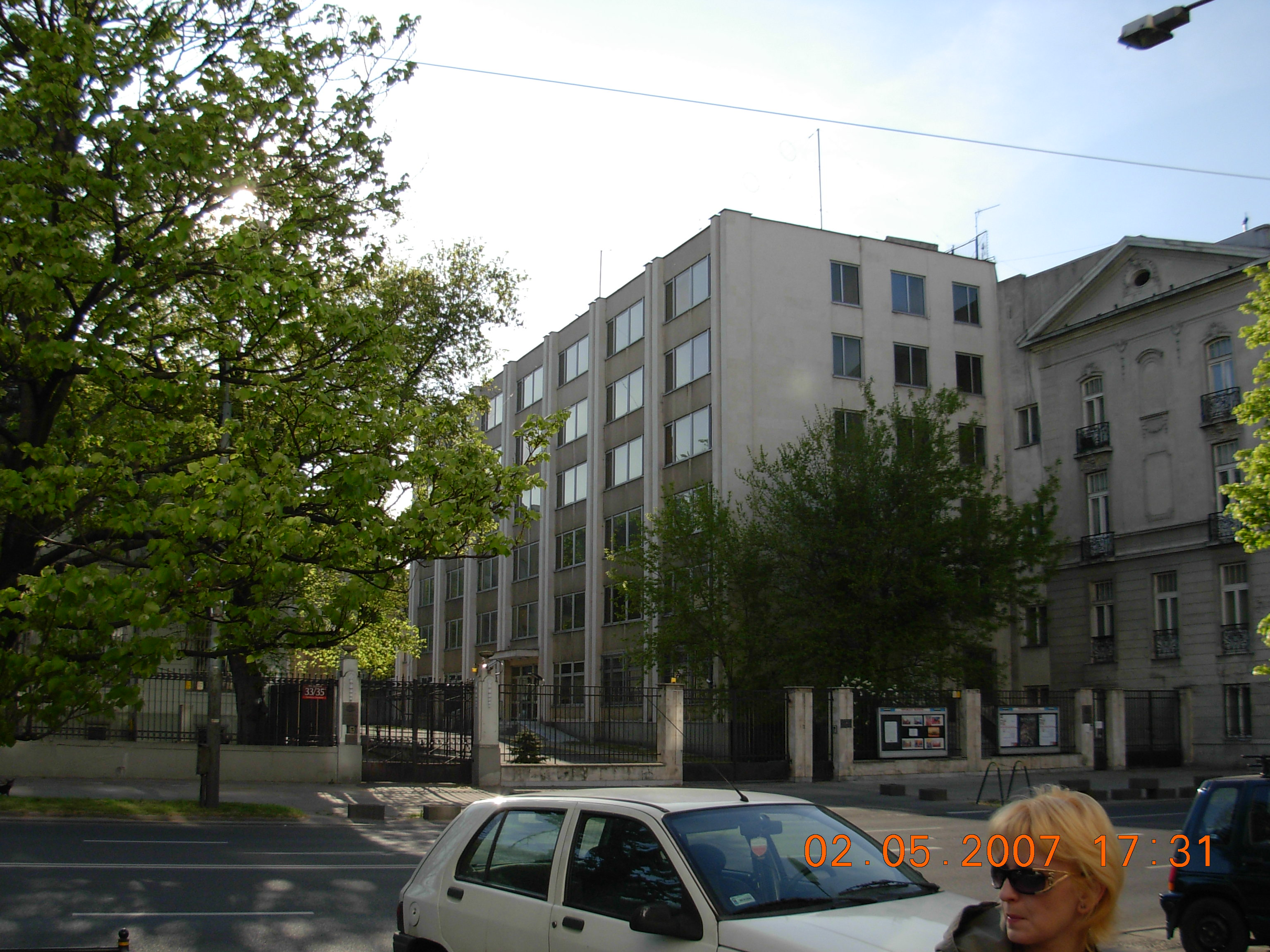
바르샤바 주재 불가리아 대사관

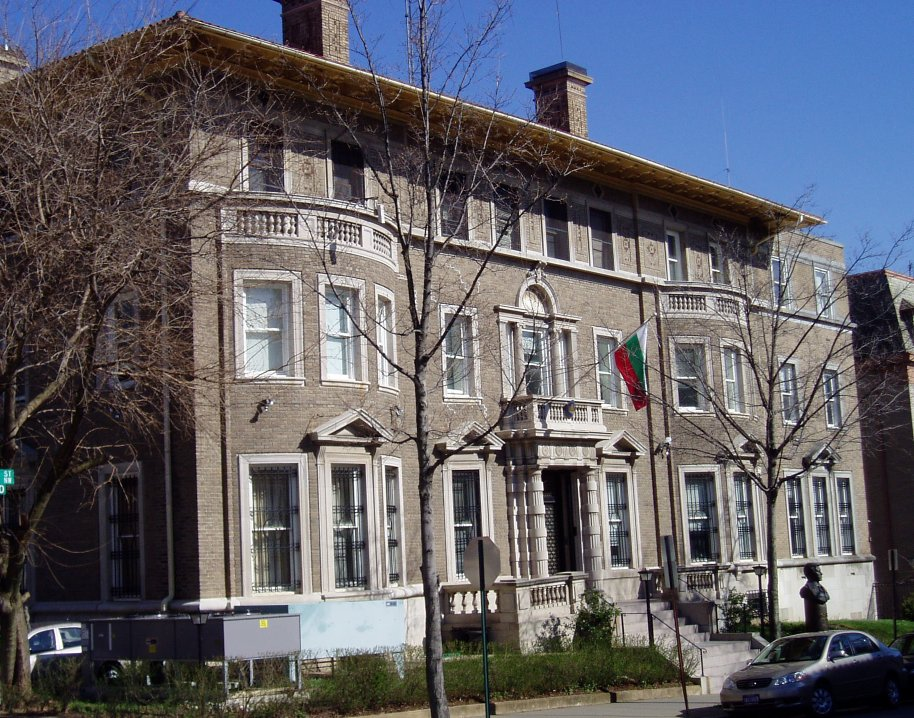
워싱턴 D.C. 주재 불가리아 대사관

불가리아의 재외공관 목록은 불가리아 주재 대사관을 각국에 상주시켜 놓는 것을 의미하며 불가리아의 재외공관을 나열한 목록이다.

## 아프리카
- 알제리 : 알제 (대사관)
- 이집트 : 카이로 (대사관)
- 에티오피아 : 아디스아바바 (대사관)
- 리비아 : 트리폴리 (대사관)
- 모로코 : 라바트 (대사관)
- 나이지리아 : 아부자 (대사관)
- 남아프리카 공화국 : 프리토리아 (대사관)
- 튀니지 : 튀니스 (대사관)

## 아메리카
- 아르헨티나 : 부에노스아이레스 (대사관)
- 브라질 : 브라질리아 (대사관)
- 캐나다 : 오타와 (대사관), 토론토 (총영사관)
- 쿠바 : 아바나 (대사관)
- 멕시코 : 멕시코시티 (대사관)
- 미국 : 워싱턴 D.C. (대사관), 시카고 (총영사관), 로스앤젤레스 (총영사관), 뉴욕 (총영사관)

## 아시아
- 아르메니아 : 예레반 (대사관)
- 아제르바이잔 : 바쿠 (대사관)
- 캄보디아 : 프놈펜 (대사관)
- 중화인민공화국 : 베이징시 (대사관), 상하이시 (총영사관)
- 조지아 : 트빌리시 (대사관)
- 인도 : 뉴델리 (대사관)
- 인도네시아 : 자카르타 (대사관)
- 이란 : 테헤란 (대사관)
- 이라크 : 바그다드 (대사관)
- 이스라엘 : 텔아비브 (대사관)
- 일본 : 도쿄도 (대사관)
- 요르단 : 암만 (대사관)
- 카자흐스탄 : 아스타나 (대사관)
- 조선민주주의인민공화국 : 평양직할시 (대사관)
- 대한민국 : 서울특별시 (대사관)
- 쿠웨이트 : 쿠웨이트시티 (대사관)
- 레바논 : 베이루트 (대사관)
- 몽골 : 울란바토르 (대사관)
- 파키스탄 : 이슬라마바드 (대사관)
- 팔레스타인 : 라말라 (대표부 사무소)
- 카타르 : 도하 (대사관)
- 튀르키예 : 앙카라 (대사관), 에디르네 (총영사관), 이스탄불 (총영사관), 부르사 (영사관)
- 아랍에미리트 : 두바이 (총영사관)
- 우즈베키스탄 : 타슈켄트 (대사관)
- 베트남 : 하노이 (대사관)
- 예멘 : 사나 (대사관)

## 유럽
- 알바니아 : 티라나 (대사관)
- 오스트리아 : 빈 (대사관)
- 벨라루스 : 민스크 (대사관)
- 벨기에 : 브뤼셀 (대사관)
- 보스니아 헤르체고비나 : 사라예보 (대사관)
- 크로아티아 : 자그레브 (대사관)
- 키프로스 : 니코시아 (대사관)
- 체코 : 프라하 (대사관)
- 덴마크 : 코펜하겐 (대사관)
- 핀란드 : 헬싱키 (대사관)
- 프랑스 : 파리 (대사관)
- 독일 : 베를린 (대사관), 뮌헨 (총영사관), 프랑크푸르트암마인 (영사관)
- 그리스 : 아테네 (대사관), 테살로니키 (총영사관)
- 바티칸 시국 : 바티칸 시국 (대사관)
- 헝가리 : 부다페스트 (대사관)
- 아일랜드 : 더블린 (대사관)
- 이탈리아 : 로마 (대사관)
- 코소보 : 프리슈티나 (대사관)
- 북마케도니아 : 스코페 (대사관), 비톨라 (총영사관)
- 몰도바 : 키시너우 (대사관)
- 몬테네그로 : 포드고리차 (대사관)
- 네덜란드 : 헤이그 (대사관)
- 노르웨이 : 오슬로 (대사관)
- 폴란드 : 바르샤바 (대사관)
- 포르투갈 : 리스본 (대사관)
- 루마니아 : 부쿠레슈티 (대사관)
- 러시아 : 모스크바 (대사관), 상트페테르부르크 (총영사관)
- 세르비아 : 베오그라드 (대사관), 니시 (총영사관)
- 슬로바키아 : 브라티슬라바 (대사관)
- 슬로베니아 : 류블랴나 (대사관)
- 스페인 : 마드리드 (대사관), 발렌시아 (총영사관)
- 스웨덴 : 스톡홀름 (대사관)
- 스위스 : 베른 (대사관)
- 우크라이나 : 키예프 (대사관), 오데사 (총영사관)
- 영국 : 런던 (대사관)

## 오세아니아
- 오스트레일리아 : 캔버라 (대사관)

## 대표부
- EU, NATO 불가리아 정부 대표부 : 브뤼셀
- UN, WTO 불가리아 정부 대표부 : 제네바
- UN 불가리아 정부 대표부 : 뉴욕
- UNESCO 불가리아 정부 대표부 : 파리
- 유럽 평의회 불가리아 정부 대표부 : 스트라스부르
- UN, 유럽 안보 협력 기구 불가리아 정부 대표부 : 빈